# تشوكات بايين
تشوكات بايين (بالفارسية: چوکات پایین) هي قرية تقع في منطقة بولان في إيران. يقدر عدد سكانها بـ 128 نسمة بحسب إحصاء 2016.